# Zaleilah
Zaleilah är en musiksingel från den rumänska musikgruppen Mandinga och var Rumäniens bidrag i Eurovision Song Contest 2012 i Baku i Azerbajdzjan. Texten är skriven av Elena Ionescu och Dihigo Omar Secada medan musiken är komponerad av Costi Ioniţă. Singeln släpptes på iTunes den 9 februari 2012. Samma dag hade även den tillhörande musikvideon premiär på Youtube.

## Eurovision
Den 10 mars 2012 vann Mandinga med låten i Rumäniens nationella uttagningsfinal mot fjorton andra bidrag. I finalen användes 50% telefonröster och 50% jury för att få fram vinnaren. Låten var folkets favorit men inte juryns. Låten framfördes i den första semifinalen den 22 maj. Bidraget hade startnummer 6. Det tog sig vidare till finalen som hölls den 26 maj. Där hamnade det på 12:e plats med 71 poäng.
Det officiella förhandsvisningsklippet för Eurovision hade premiär den 21 mars och är en blandning av delar från den officiella musikvideon och nytt material.

## Versioner
1. "Zaleilah" (Radio Edit) – 3:38[2]
2. "Zaleilah" (Eurovision Version) – 2:58[10]
3. "Zaleilah" (Short Radio Version) – 3:00[11]
4. "Zaleilah" (Quentin Remix) – 6:15[11]
5. "Zaleilah" (Extended Mix) – 5:36[12]
6. "Zaleilah" (karaokeversion) – 2:58[13]

## Listplaceringar
| Lista (2012) | Topplacering |
| ------------ | ------------ |
| Belgien      | 78           |
| Moldavien    | 2            |
| Rumänien     | 2            |
| Ryssland     | 167          |